# Dugesia chichkovi
Dugesia chichkovi is een platworm (Platyhelminthes). De worm is tweeslachtig. De soort leeft in of nabij zoet water.
Het geslacht Dugesia, waarin de platworm wordt geplaatst, wordt tot de familie Dugesiidae gerekend. De wetenschappelijke naam van de soort werd, als Planaria chichkovi, voor het eerst geldig gepubliceerd in 1929 door Hranova.